# Riedwiesen
Die Riedwiesen – in offiziellen Publikationen auch Naturschutzgebiet Riedwiesen, NSG Riedwiesen oder NSG Riedwiesen bei Niederursel genannt – sind ein Naturschutzgebiet auf dem Gebiet der Stadt Frankfurt am Main in Hessen. Es liegt im Frankfurter Grüngürtel in den nördlichen Niddaauen der Stadt, am östlichen Ortsrand des Stadtteils Niederursel/Mertonviertel. Im Nordosten grenzt das Naturschutzgebiet an die Bundesautobahn 661, im Südosten an das orografisch rechte, geografisch westliche Ufer der Nidda. Das 20,5 ha große Gebiet mit der Kennung 1412004 ist seit dem Jahr 1983 als Naturschutzgebiet ausgewiesen.

## Flora und Fauna
Im NSG Riedwiesen sind unter anderem die Pflanzenarten Hänge-Birke (Betula pendula; siehe Foto), Mädesüß (Filipendula vulgaris), Ruhr-Flohkraut (Pulicaria dysenterica) und Rispen-Segge (Carex paniculata) anzutreffen. Zu den dort beheimateten Tierarten zählen Kammmolche (Triturus cristatus), Erdkröten (Bufo bufo) und Wasserfrösche (Ranidae) sowie Feldmaus (Microtus arvalis) und Rötelmaus (Myodes glareolus).